# Spider-Man (відеогра, 2018)
«Spider-Man» (укр. «Людина-павук») — пригодницька науково-фантастична супергеройська відеогра, заснована на персонажі коміксів Marvel, Людина-павук, розроблена компанією Insomniac Games, під видавництвом Sony Interactive Entertainment.
Гра вийшла для PlayStation 4 по всьому світу 7 вересня 2018 року і була добре прийнята після релізу. Критики описували гру як одну з кращих ігор супергероїв, вихваляючи його ігровий процес, особливу бойову систему та механіку павутиння, графіку, історію, саундтрек і дизайн Нью-Йорка, проте також критикували його за відсутність інновацій у дизайні відкритого світу.
12 листопада 2020 року гра вийшла на PlayStation 5.
12 серпня 2022 року гра вийшла для платформи Windows.

## Сюжет
Дія гри відбувається у Нью-Йорку. Пітеру Паркеру 23 роки і за сюжетом він вже 8 років є Людиною-павуком. На початку гри головний герой допомагає заарештувати Вілсона Фіска, що спровокувало війну банд.

## Ігровий процес
Spider-Man — це пригодницький екшн від третьої особи з відкритим світом, події якого розгортатимуться у Нью-Йорку. Гравцям доведеться використовувати усі здібності Людини-павука, такі як політ на павутині і прилипання до стін, а також нововведення, які ще не з'являлися за все існування ігор про Павука. Одними з таких нововведень стануть паркур і використання оточення під час бою.

### Рівні складності
У грі присутні п'ять рівні складності, кожен з яких відсилає до культових лінійок коміксів про Людину-павука.
- Friendly Neighborhood (укр. Дружній сусід; аналог дуже легкого)

- Friendly (укр. Дружній; аналог легкого)

- Amazing (укр. Дивовижний; аналог середнього)

- Spectacular (укр. Вражаючий; аналог складного)

- Ultimate (укр. Сучасний; аналог дуже складного)

Також у грі пристуній режим New Game+ (укр. Нова гра+).

## Персонажі
| Актор             | Роль                               |
| ----------------- | ---------------------------------- |
| Юрій Ловенталь    | Пітер Паркер / Людина-Павук        |
| Лаура Бейлі       | Мері Джейн Вотсон                  |
| Наджі Джетер      | Майлз Моралес                      |
| Ненсі Лайнері     | Тітка Мей                          |
| Марк Ролстон      | Норман Озборн                      |
| Скотт Портер      | Гаррі Озборн                       |
| Тара Платт        | капітан поліції Юрі Ватанабе       |
| Дерін де Пол      | Дж. Дж. Джеймсон                   |
| Расселл Річардсон | офіцер поліції Джефферсон Девіс    |
| Жаклін Пиноль     | Ріо Моралес                        |
| Еріка Ліндбек     | Феліція Гарді / Чорна Кішка        |
| Ніколь Еліз       | Сільвер Саблінова / Срібний Соболь |
| Стівен Ойонґ      | Мартін Лі / Містер Негатив         |
| Тревіс Віллінгем  | Вілсон Фіск / Кінґпін              |
| Дейв Б. Мітчелл   | Герман Шульц / Шокер               |
| Джош Кітон        | Макс Діллон / Електро              |
| Фред Татаскьор    | Олексій Сицевіч / Носоріг          |
| Джейсон Спайзек   | Мак Гарган / Скорпіон              |
| Дуайт Шульц       | Едріан Тумс / Стерв'ятник          |
| Браян Блум        | Таскмастер                         |
| Вільям Сайдерс    | Отто Октавіус / Доктор Восьминіг   |
| Стефані Лемелін   | Диваха                             |
| Корі Джонс        | Могильник                          |
| Стен Лі           | камео                              |

Гра також містить численні камео, посилання і згадування інших персонажів з всесвіту Marvel, таких як Шибайголова, Доктор Стрендж, Чорна Пантера, та Месники.

## Історія

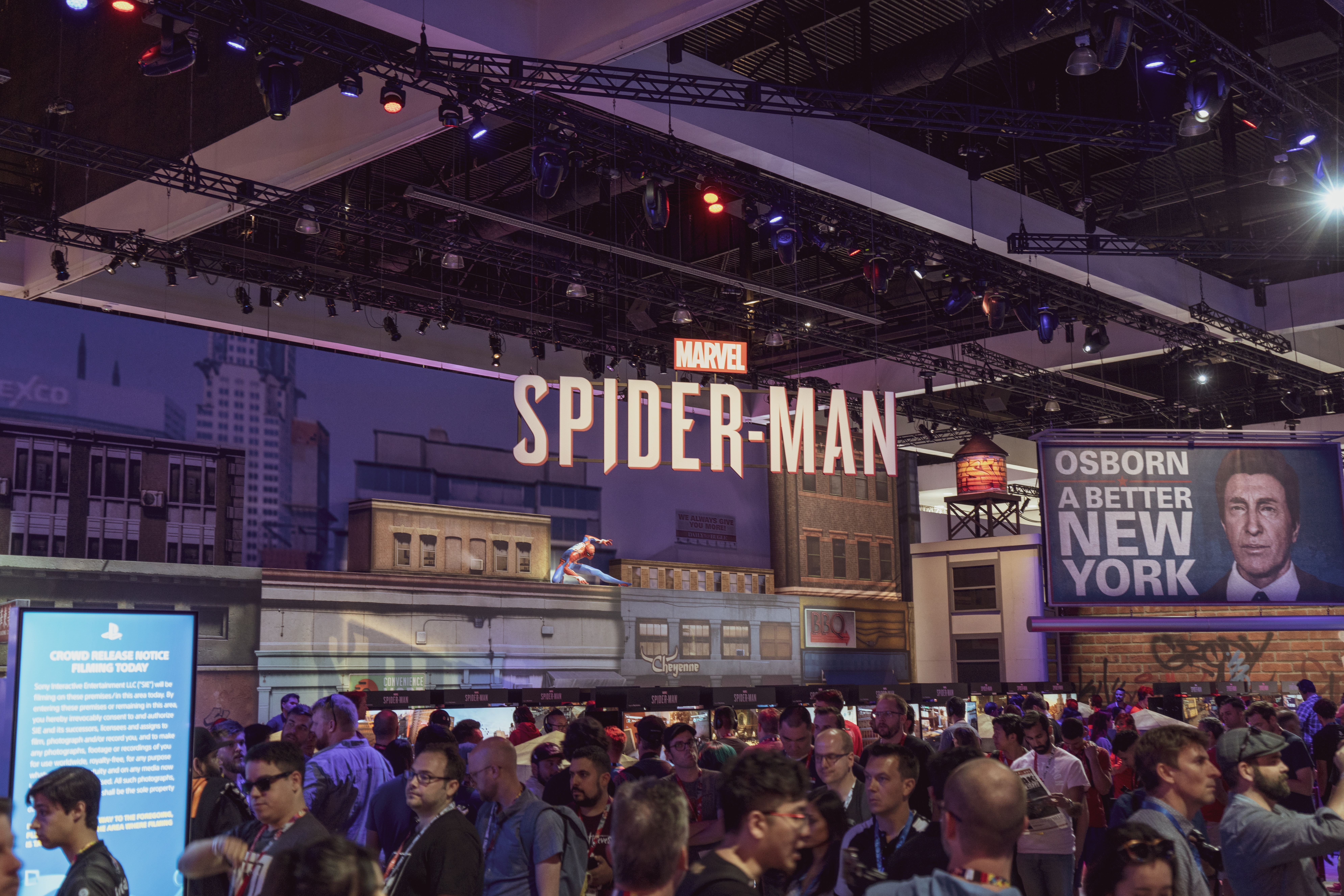
Стенд гри на E3 2018

У квітні 2016 року портал «NerdLeaks» повідомив, що Sony працюють над грою про Людину-павука. За їх даними, гра створюється ексклюзивно для PS4, а трейлер варто очікувати не раніше Е3 2016 в червні.
Гра була офіційно анонсована Sony на конференції E3 2016, разом з дебютним трейлером гри 13 червня 2016 року. Гра стала першою у серії ігор від Insomniac Games та Sony, а також стартом для «кращих ігор» про персонажів Marvel.
Очікується, що гра стане першою в лінійці «Ігровий всесвіт Marvel», у яку також увійдуть «The Avengers Project» від Square Enix, що розробляється Crystal Dynamics і Eidos Montreal і «Marvel's Guardians of the Galaxy» від Telltale Games.
13 червня 2017 року на конференції E3 2017 показали ґеймплейний ролик гри. Крім самої Людини-Павука у ньому можна було побачити таких персонажів як Мартін (Містер Негатив), Вілсон Фіск (Кінґпін), детектив Юріко Ватанабе (Привид), а також Майлз Моралес. Також, тоді стало відомо, що прем'єра гри запланована на 2018 рік.

## Саундтрек
Саундтрек до гри «Spider-Man» від Insomniac Games. Композиції написані Джоном Пазано. Mondo випустили альбом у цифровому форматі 21 вересня 2018.
| Spider-Man - Original Video Game Soundtrack 2XLP (Disc 1) | Spider-Man - Original Video Game Soundtrack 2XLP (Disc 1) | Spider-Man - Original Video Game Soundtrack 2XLP (Disc 1) |
| #                                                         | Назва                                                     | Тривалість                                                |
| --------------------------------------------------------- | --------------------------------------------------------- | --------------------------------------------------------- |
| 1.                                                        | «Spider-Man»                                              | 3:26                                                      |
| 2.                                                        | «Eight Years In The Making»                               | 2:01                                                      |
| 3.                                                        | «Inside The Numbers»                                      | 3:32                                                      |
| 4.                                                        | «The Golden Age»                                          | 3:06                                                      |
| 5.                                                        | «Examine»                                                 | 1:39                                                      |
| 6.                                                        | «Shocking Turn Of Events»                                 | 4:04                                                      |
| 7.                                                        | «All The King’s Men»                                      | 2:02                                                      |
| 8.                                                        | «City Of Hope»                                            | 1:42                                                      |
| 9.                                                        | «The Man He Was»                                          | 3:37                                                      |
| 10.                                                       | «Webbed From The Shadows»                                 | 2:11                                                      |
| 11.                                                       | «Stone Cold»                                              | 2:41                                                      |
| 12.                                                       | «City On Alert»                                           | 2:48                                                      |
| 13.                                                       | «The Breakthrough»                                        | 3:07                                                      |
| 14.                                                       | «The Demon He Became»                                     | 4:43                                                      |

| Spider-Man - Original Video Game Soundtrack 2XLP (Disc 2) | Spider-Man - Original Video Game Soundtrack 2XLP (Disc 2) | Spider-Man - Original Video Game Soundtrack 2XLP (Disc 2) |
| #                                                         | Назва                                                     | Тривалість                                                |
| --------------------------------------------------------- | --------------------------------------------------------- | --------------------------------------------------------- |
| 15.                                                       | «Worlds Colliding»                                        | 4:48                                                      |
| 16.                                                       | «Anything For A Story»                                    | 3:05                                                      |
| 17.                                                       | «Chasing Down The Devil»                                  | 2:38                                                      |
| 18.                                                       | «International Support»                                   | 3:34                                                      |
| 19.                                                       | «The Sinister Six»                                        | 3:01                                                      |
| 20.                                                       | «The Mastermind»                                          | 3:24                                                      |
| 21.                                                       | «Negative View»                                           | 1:40                                                      |
| 22.                                                       | «No Going Back»                                           | 2:15                                                      |
| 23.                                                       | «Renewed Rivalries»                                       | 3:06                                                      |
| 24.                                                       | «Destroying Your Own Creation»                            | 2:29                                                      |
| 25.                                                       | «The Final Lesson»                                        | 4:08                                                      |
| 26.                                                       | «Responsibility»                                          | 3:15                                                      |
| 27.                                                       | «Behind The Mask»                                         | 2:19                                                      |

## Відгуки та критика
| Агрегатор  | Оцінка |
| ---------- | ------ |
| Metacritic | 87/100 |

| Видання                   | Оцінка |
| ------------------------- | ------ |
| Destructoid               | 9/10   |
| Electronic Gaming Monthly | 9,0/10 |
| Game Informer             | 9,5/10 |
| GameRevolution            | [ 12 ] |
| GameSpot                  | 9/10   |
| GamesRadar+               | [ 14 ] |
| IGN                       | 8,7/10 |
| VideoGamer.com            | 8/10   |

Spider-Man отримав «загалом позитивні» відгуки, за даними Metacritic. Гра отримала похвалу за ґеймплей, графіку, сюжет і саундтрек, в той час як критикували за знайомі стежки відкритого світу і відсутність інновацій. Критики назвали гру однією з найкращих ігр про супергероїв, коли-небудь створених.

### Похвали
На Gamescom 2018 вона була номінована на «кращу пригодницьку гру», та отримала нагороду за «найкращу гру» для PlayStation 4.
| Рік  | Присудження            | Категорія                       | Результат    | Прим.         |
| ---- | ---------------------- | ------------------------------- | ------------ | ------------- |
| 2016 | Golden Joystick Awards | Найбільш Очікувана Гра          | Номінація    | [ 22 ]        |
| 2017 | Golden Joystick Awards | Найбільш Очікувана Гра          | Номінація    | [ 23 ]        |
| 2017 | The Game Awards 2017   | Найбільш Очікувана Гра          | Номінація    | [ 24 ]        |
| 2018 | Game Critics Awards    | Найкраще шоу                    | Номінація    | [ 25 ]        |
| 2018 | Game Critics Awards    | Краща Консольна Гра             | Перемога     | [ 25 ]        |
| 2018 | Game Critics Awards    | Кращий Екшен / Пригодницька Гра | Перемога     | [ 25 ]        |
| 2018 | Gamescom 2018          | Кращий Екшен                    | Номінація    | [ 26 ] [ 27 ] |
| 2018 | Gamescom 2018          | Краща Гра для PlayStation 4     | Перемога     | [ 26 ] [ 27 ] |
| 2018 | Golden Joystick Awards | Краща Розповідь                 | В очікуванні | [ 28 ]        |
| 2018 | Golden Joystick Awards | PlayStation Гра року            | В очікуванні | [ 28 ]        |

## Варіанти видання
| Гра                                 | Так | Так | Так | Так | Так |
| Біла наліпка лоґо Людини-павука     | Ні  | Ні  | Ні  | Так | Так |
| Стілбук                             | Ні  | Ні  | Ні  | Так | Так |
| Міні-артбук                         | Ні  | Ні  | Ні  | Так | Так |
| Статуя Spider-Man                   | Ні  | Ні  | Ні  | Ні  | Так |
| Цифровий контент                    |     |     |     |     |     |
| Три екслюзивні костюма, ґаджет дрон | Так | Ні  | Так | Так | Так |
| Три доповнення, та додаткові місії  | Ні  | Ні  | Так | Так | Так |

## Доповнення

### The City That Never Sleeps
Епізодичне доповнення для Spider-Man, «The City That Never Sleeps» (укр. Місто, яке ніколи не спить), буде випущено у трьох частинах. Кожен епізод включає у себе нові сюжетні місії, випробування (організовані Диваком), ворогів і трофеї.

#### The Heist
Перша глава «The Heist» (укр. Пограбування) вийшла 23 жовтня, і познайомила гравців з крадійкою, або випадковим любовним інтересом Людини-павука, — Фелісією Гарді, також відомою як Чорна кішка. «Пограбування» додало нові місії та випробування, нову ворожу фракцію і три додаткових костюмів для Павука.
Доповнення включає у себе три нові костюма:
1. Павук-ВБ (Велика Британія)
2. Багряний павук II
3. Еластичний костюм (оригінальний дизайн від художника Ґабріеле Дель'Отто).

#### Turf Wars
Друга глава «Turf Wars» (укр. Війни за території) вийшла 20 листопада, історія слідує за зусиллями Людини-павука і його союзниці Юрії Ватанабе, які намагаються зупинити Молотоголового, захопившого злочинну сім'ю Маґґіа, та здобувши контроль над злочинністю у Нью-Йорку.
Доповнення включає у себе три нових костюма:
1. Павучий Клан (Людина-павук з Манґавьорсу)
2. Залізний павук (класичний дизайн з коміксів — Civil War)
3. Павуча броня Mк. I

#### Silver Lining
Третя глава «Silver Lining» (укр. Промінь надії) вийшла 23 грудня. Сюжет показує повернення Срібного Соболя в Нью-Йорк, щоб повернути свою технологію, яка була вкрадена Меґґією. Вона об'єднується з Людиною-павуком, щоб протистояти Гаммергед, який використовував її технологію, щоб зробити себе практично нездолнним.
Доповнення додає три нових костюма:
1. Spider-Verse (за мотивами одночасно випущеного фільму)
2. Кіборг Людина-павук
3. Броня Людини-павука (створена Аароном Айкманом, для альтернативної версії Людини-павука)

### Інші доповнення
- У грудневому оновленні гри 2019 року був доданий новий-старий костюм Людини-павука, який адаптує версію з кіно-трилогії Сема Реймі «Людина-павук».[30]
- У січні 2019 року, на честь повернення прав на Фантастичну четвірку, з новим оновленням гри, були додані ще два костюма[31]:
  1. Future Foundation (укр. Майбутній Фонд) — костюм, який Пітер Паркер отримав після приєднання до Фонду Майбутнього та як частина останньої волі і заповіту Джонні Шторму. У більшості членів Фонду Майбутнього є схожий костюм з тими ж функціями, як і у Людини-павука. Костюм має чорно-білу колірну гамму та виготовлений з нестабільних молекул третього покоління.
  2. The Spare Fantastic Four Costume (укр. Запасний костюм Фантастичної четвірки), також відомий як «The Bombastic Bagman» або «The Amazing Bag-Man» (укр. "Пихата Людина-мішок" або укр. "Дивовижна Людина-мішок") — костюм, який Пітер був вимушений носити після втрати свого оригінального костюма у результаті розриву з інопланетним симбіотом якого Пітер довго носив. Ідея цього наряду належить Джонні Шторму. Поява оригінального костюма була у The Amazing Spider-Man #258 (1984).
- У липні 2019 року, під випуск у кінопрокат нового фільму «Людина-павук: Далеко від дому», у гру було додано два нових костюма з фільму, разом з новим оновленням: Stealth Suit (укр. Стелс костюм) та Upgraded Suit (укр. Покращений костюм).[32]

## В інших медіа

### Spider-Man: Hostile Takeover
Офіційна книга приквела під назвою «Spider-Man: Hostile Takeover» Девіда Лісса була випущена 21 серпня 2018 року, у ній детально описується боротьба Людини-Павука з версією Кровавого Павука цієї книги.

### Поява у Spider-Geddon
Людина-Павук з гри буде задіяний у сюжетної лінії «Spider-Geddon», продовження «Spider-Verse». Сюжет написаний Крістосом Ґейджем (який також написав сюжет для відеогри), який зазначив, що «Spidergeddon» відбувається після подій гри. Перший випуск у сюжетній лінії, Spidergeddon #0, вийде 26 вересня 2018 року.

## Українська локалізація
У грі повністю відсутня українська локалізація, немає ні озвучки, ні субтитрів. Проте підрозділ PlayStation Ukraine веде фейсбук-акканут українською мовою, а також, випустив декілька українських промо-матеріалів та відео з дубляжем до прем'єри гри.